# IAR-14
IAR-14 – rumuński samolot myśliwski opracowany w 1933 roku przez wytwórnię Intreprinderea Română Aeronautica i używany przez Siły Powietrzne Rumunii. Następca IAR-12.

## Historia
Rozwój IAR-14 rozpoczął jego poprzednik IAR-12, który został zaprojektowany przez Elie Carafoli na początku 1930 roku i oblatany w 1932 roku. Samolot był wyposażony w 450-konny silnik Lorraine-Dietrich 12 Rb oraz uzbrojony w karabiny Vickers. Poprawa aerodynamiki i wymiana silnika na Hispano-Suiza 12 Mc nastąpiła w 1934 roku. Samolot dostał oznaczenie IAR-13, który miał konkurować z polskim samolotem PZL P.11 o wyposażenie w myśliwce Rumuńskich Sił Powietrznych. Ostatecznie zwyciężył projekt z Polski.
Porażka w walce o kontrakt dla Sił Powietrznych nie spowodowała zakończeniem projektu. Dalej go rozwijano. Poprawiono aerodynamikę, powrócono do silnika Lorraine-Dietrich 12Eb. Tak poprawiona maszyna otrzymała oznaczenie IAR-14. Wyprodukowano serię 20 samolotów do celów testowych. Do końca 1934 roku dostarczono je dla wojska. Do czasu II wojny światowej były używane do celów szkoleniowych.